# Heinz Röder
Heinz Röder (* 8. April 1935) ist ein ehemaliger deutscher Fußballspieler. Von 1957 bis 1959 spielte er für den SC Einheit Dresden in der DDR-Oberliga, der höchsten Liga im DDR-Fußball.

## Sportliche Laufbahn
Am 17. Spieltag der Oberligasaison 1957 (Kalenderjahr-Spielzeit) bestritt Heinz Röder am 15. September in der Begegnung SC Einheit Dresden – SC Lokomotive Leipzig sein erstes Oberligaspiel. Beim 4:2-Sieg war er als Ersatz für den nicht einsatzbereiten Stürmer Werner Prenzel als halbrechter Stürmer eingesetzt worden. Am 23. und dem letzten Spieltag ersetzte Röder Prenzel nochmals, bei seinem dritten Einsatz jedoch erst ab der 82. Minute. In der Saison 1958 bestritt Röder sechs Spiele in der Oberliga, davon aber nur drei über die volle Spieldauer. Der SC Einheit schloss die Saison als Pokalsieger ab. Röder wurde im Endspiel (2:1 n. V. gegen den SC Leipzig) nicht aufgeboten, hatte aber auf dem Weg dorthin in zwei Pokalspielen mitgewirkt und ein Tor erzielt. 1959 absolvierte Röder seine drei letzten Oberligaspiele. Am 5. Spieltag spielte er als halblinker Stürmer und am 15. und 16. Spieltag als linker Läufer. Anschließend war seine Oberligakarriere beendet, auch in anderen höherklassigen Ligen tauchte er nicht mehr auf.